# 平岡照章
平岡 照章（ひらおか てるあき、1907年（明治40年）5月2日 - 1992年（平成4年）6月9日）は、日本の作曲家。本名は平岡 光之（ひらおか てるゆき）。

## 略歴
1907年（明治40年）5月2日に東京で生まれる。法政大学中退。
キングレコード専属、コロンビアレコード専属、東宝演劇本部音楽部長、日本ビクターレコード専属、NHK契約作曲家を歴任する。
1992年（平成4年）6月9日に死去。85歳没。

## 人物
童謡を多く作曲しており、1936年（昭和11年）に第5回日本音楽コンクール作曲部門第3位、1937年（昭和12年）に内閣総理大臣賞を受賞している。

## 作曲
- 『子鹿のバンビ』作詞：坂口淳[1]
- 『赤ちゃんはいいな』作詞：坂口淳
- 『ばあやのお里』作詞：坂口淳
- 『花時計の歌』作詞：坂口淳
- 『ママのおひざ』作詞：坂口淳
- 『赤いリボン』作詞：坂口淳
- 『パパのうた』作詞：平岡照章
- 『光の馬車』作詞：宮沢章二
- 『ぴょんぴょん虫』作詞：時雨音羽
- 『めじろが来る山』作詞：後藤一夫、補作：サトウハチロー
- 『もしも月給が上ったら』作詞：山野三郎
- 『私鉄の仲間たち』作詞：古川和夫、補作：近藤東
- 『杉の木一本』作詞：細川雄太郎
- 『小さなかけ橋』作詞：細川雄太郎
- 『ペンギンさん』作詞：重園贇雄
- 『愛の花輪』作詞：松井美枝子
- 『ひなまつりのうた』作詞：まど・みちお
- 『萱野しぐれて』作詞：中條雅二
- 『おうちの赤ちゃん日本一』作詞：都築益世
- 『集団体操歌』作詞：藤山一郎、編曲：奥山貞吉
- 『東京電機大学校歌』作詞：草野心平
- 『紫波町立紫波第一中学校校歌』作詞：巽聖歌
- 『紫波町立日詰小学校校歌』作詞：巽聖歌
- 『八王子市立浅川中学校校歌』作詞：巽聖歌
- 『深谷市明戸中学校校歌』作詞：巽聖歌
- 『一宮町立一宮小学校校歌』作詞：巽聖歌
- 『習志野市立大久保東小学校校歌』作詞：斎藤信夫
- 『習志野市立袖ケ浦西小学校校歌』作詞：斎藤信夫
- 『中間市立中間東中学校校歌』作詞：下沢白虹
- 『横浜市立三保小学校校歌』作詞：加藤省吾
- 『東広島市立高屋西小学校校歌』作詞：巽聖歌
- 『愛知県刈谷市立刈谷南中学校校歌』作詞：巽聖歌
- 『東京都中央区立勝どき保育園園歌』作詞：まど・みちお
- 『松戸市立馬橋北小学校校歌』作詞：三井良尚
- 『日野市立七生中学校』作詞：巽聖歌

## 編曲
- 『砂山』作詞：北原白秋、作曲：中山晋平
- 『背くらべ』作詞：海野厚、作曲：中山晋平

## 著書
- 『音樂家になるには』（三友社、1933）
- 『小学校教員検定受験用音楽科精説』（三友社、1935）

## 編集
- 『くるみ童謡百曲集』（新興楽譜出版社、1956）
- 『小学生の合唱全集』（全音楽譜出版社、1960）